# Payena
Genre
Classification phylogénétique
 Payena est un genre de plantes à fleurs de la famille des Sapotaceae. Ce sont des arbres et arbustes originaires d'Asie du Sud-Est. Ce genre compterait 70 espèces.

## Synonymes
- Ceratephorus,
- Hapaloceras,
- Keratephorus

## Quelques espèces
- Payena acuminata
- Payena annamensis
- Payena balem
- Payena bankensis
- Payena bawun
- Payena beccarii
- Payena leeri (Teijsm. & Binn.) Kurz.
- Payena maingayi C.B.Clarke in J.D.Hooker
- Payena selangorica King & Gamble

## Utilisation
Plusieurs espèces produisent du Gutta-percha.